# Bandfisk
Bandfisk (Cepola macrophthalma) är en fisk i familjen bandfiskar.

## Utseende
Bandfisken har en mycket lång och från sidorna kraftigt sammantryckt kroppsform som får den att likna ett band, därav namnet. Kroppen är skär, röd till orangefärgad; ryggfenan, stjärtfenan och analfenan är sammanvuxna och sträcker sig utmed större delen av kroppen. Färgen på fenorna är gul, utom ryggfenans främre, röda del. Den har en stor mun med glesa tänder. Längden går vanligen upp till 40 cm, men fisken kan bli 80 cm lång som mest.

## Vanor
Arten lever i varmare hav på djup mellan 15 och 400 m, vanligtvis nära sand-, grus- och gyttjebottnar samt på undervattensängar bevuxna med bandtång, där den gärna vilar i gropar i bottenmaterialet. Den kan emellertid också simma pelagiskt. Födan består av små kräftdjur och pilmaskar.

## Utbredning
Utbredningsområdet omfattar östra Atlanten från Brittiska öarna, via Medelhavet till Senegal.